# Арі ван Вліт
Арі ван Вліт (нід. Arie van Vliet, 18 березня 1916 — 9 липня 2001) — нідерландський велогонщик.
Олімпійський чемпіон 1936 року в гіті на 1 км, срібний призер 1936 року в спринті.
Чемпіон світу з трекових велоперегонів 1936 (аматорський спринт), 1938 (спринт), 1948 (спринт), 1953 (спринт) років, срібний призер 1934 (аматорський спринт), 1935 (аматорський спринт), 1937 (спринт), 1950 (спринт), 1954 (спринт), 1957 (спринт) років, бронзовий призер 1946 (спринт), 1949 (спринт), 1955 (спринт) років.